# ينس أندرسن
ينس أندرسن هو رائد أعمال نرويجي، ولد في 13 سبتمبر 1866 في Idd ‏ في النرويج، وتوفي في 5 يناير 1937.